# Newton-teleskop
Newton-teleskopet er et spejlteleskop opfundet af den britiske videnskabsmand Sir Isaac Newton (1643-1727), teleskopet virker ved hjælp af et konkavt primært spejl og et fladt diagonalt sekundærspejl. Han første blev bygget i 1669.

## Oprindelse
Tanken om det reflekterende teleskop havde været fremme i nogen tid, før Newtons opfindelse. Galileo Galilei, Gian Francesco Sagredo, og andre, havde drøftet muligheden for ved hjælp af et spejl at danne billedet hurtigt efter opfindelsen af linsekikkerten. Niccolò Zucchi, en italiensk Jesuit astronom og fysiker, hævdede han havde eksperimenteret (forgæves) med at forsøge at iagttage billedet skabt af et konkavt bronzespejl i 1616. I sin bog Optica Promota fra 1663 påpegede James Gregory, at overfladen af linser eller spejle er dele af kugler, og at et reflekterende teleskop med et spejl, der var formet som den del af et keglesnit såsom en parabol ville korrekte sfærisk aberration samt kromatisk aberration forårsaget af linser brugt i et refraktorteleskop. Gregory havde ingen praktiske færdigheder og han kunne ikke finde nogen optiker der var i stand til at producere en fungerende version af hans ideer og opgav at prøve at bygge en.. 
I midten 1660’erne kom Isaac Newton til samme konklusion som James Gregory om refraktorteleskoper efter hans arbejde med teorien om farve viste ham, at linser opførte sig på samme måde som prismer, brydningen hvidt lys i en regnbue af farver rundt lyse astronomiske objekter, og at der var lidt man kan gøre for at rette aberration på linserne, ved at fremstille dem med f/50 eller mere. I februar 1669  byggede Isaac Newton sit spejlteleskop som bevis for sin teori, at hvidt lys er sammensat af et spektrum af farver. . Han valgte en legering (speculum metal) af tin og kobber som det bedst egnede materiale til hans objektive spejl. Senere udtænkte han midler til slibning og polering af dem, men valgte en sfærisk form for hans spejl en i stedet for en parabol for at forenkle konstruktion: han mente selv at kromatisk- og ikke den sfæriske aberration – var hovedfejlen i tidligere refraktorteleskoper. Han tilføjede, til hans reflektor, hvad der er kendetegnende for udarbejdelsen af det "newtonske teleskop", et sekundær diagonalspejl nær primærspejlets fokus for at kaste billedet med 90 ° vinkel ud til et okular monteret på siden af teleskopet. Denne unikke tilføjelse tillod at billedet, kunne ses med minimal obstruktion af hovedspejlet. Han har også fremstillet alle de rør, opsætningen og fittings. Newtons første kompakte afspejler teleskop havde et spejl diameter på 1,3 tommer og et forhold mellem åbning (spejlets diameter) og brændvidden på 1/5 kaldte åbningsforholdet, det noteres gerne som f / 5.  Med det fandt han, at han kunne se de fire Galileiske måner af Jupiter og halvmåneform fase af planeten Venus. Newtons ven Isaac Barrow viste Newtons teleskop til lille gruppe fra Royal Society of London i slutningen af 1671. De var så imponeret over det, de har demonstrerede den til Charles II i januar 1672 og Newton og blev optaget som medlem af Royal Society of London samme år. 
Newtons valg af et kugleformet spejl i stedet for en parabol sammen med problemer med hurtig svækkelse af speculum metal og vanskeligheden ved at slibe spejle af regelmæssige krumning betød det var mere end et århundrede, før spejlteleskopet blev populært.

## Fordelene ved det newtonske design
- Newtonske teleskoper er normalt billigere for en given blændeåbning end tilsvarende kvalitet teleskoper af andre typer.
- Da lyset ikke går gennem nogen linse (det reflekteres kun af spejlets overflade) er eksotiske glas ikke nødvendigt, da materialet kun skal kunne holde sin form.
- Primærspejlet har kun en overflade, der skal formes, den overordnede fremstilling er langt enklere end andre teleskop design (refractor linser har fire flader, der skal formes).
- Et lille åbningsforhold kan lettere opnås, og et bredere synsfelt opnås.
- Der er ingen linser eller korrektorplader til at forårsage kromatisk aberration som i en refraktor. Okularet i den øvre ende af teleskopet kombineret med et lille brændviddeforhold tillader en kortere og mere kompakt monteringssystem, det reducerer omkostningerne og øger bevægelighed.

## Ulemper ved det newtonske design
- Newton-teleskopet lider af koma, især ved lavt åbningsforhold mindre end f/4.
- Newtonians har en central obstruktion på grund af det sekundære spejl i som lyset skal passerer. Denne obstruktion og diffraktion forårsaget af sekundærspejlets støtte struktur (edderkop-ophæng) reducerer kontrasten..
- For transportable Newtonians kan det være et problem, at den primære og sekundære kan komme ud af tilpasningen som følge af stød i forbindelse med transport og håndtering. Det betyder, at det kan være nødvendigt at justere teleskopets spejle, hver gang det er sat op. Andre design såsom refraktor og catadioptric (specifikt Maksutov cassegrain) har ikke dette problem da optikken er stabil monteret.
- Billige newtonske teleskoper bruger sfæriske primære spejle i modsætning til de teoretiske bedste paraboliske spejle. Dette kan resultere i en dårlig optisk kvalitet grund sfæriske aberration. Men denne forvrængning har mindre betydning for lyssvage teleskoper med et åbningsforhold, på den anden side af f/10.